# Армянская епархия Бурсы
Бурсская (Брусская) епархия Константинопольского патриархата Армянской Апостольской церкви (арм. Հայ Առաքելական եկեղեցու Կոնստանդնուպոլսի պատրիարքության Բուրսայի թեմ) — упразднённая архиепископская епархия  Армянской Апостольской церкви в составе Константинопольского патриархата.

## История
В 1911 году в юрисдикцию Бурсской епархии входила территория Бурсского санджака Османской империи.
По данным на 1911 год количество верующих данной епархии Армянской Апостольской церкви — 35.000, число общин - 7, а также последователей Армянской Католической церкви на территории данной епархии - 3.000 и армян-протестантов - 500.
Епархия имела 7 церквей.